# Colin Mayes
Colin Mayes, född 1948 i New Westminster i British Columbia, är en kanadensisk politiker. Han var ledamot i Kanadas parlament för valdistriktet Okanagan—Shuswap från 2006 till 2015. I valet 2006, där han kandiderade för Kanadas konservativa parti, vann han distriktet med 44,86% av rösterna. Han har tidigare bland annat varit borgmästare i Dawson City, Yukon.
Mayes gjorde ett kontroversiellt uttalande där han antydde att allmänheten kunde få mer "accurate and true information" (mer korrekt och mer sann information) om reportrar som producerade felaktig eller påhittade historier kunde skickas till fängelse. Han tog senare tillbaka uttalandet.